# Oescus
Oescus (bulharsky Ескус - Eskus), též Palatiolon, Palatiolum, Ulpia Oescus bylo jedno z významných měst římské provincie Moesia Inferior. Leží v Bulharsku těsně u vsi Gigen (obština Guljanci, Plevenská oblast).
V dobách jeho rozkvětu (na přelomu 2. a 3. století) se rozkládalo na ploše 28 hektarů a žilo zde 100 000 obyvatel.

## Název
Latinské jméno pochází od řeky Oescus (dnes Iskăr). V místním thráckém dialektu pravděpodobně znamenalo voda.

## Historie

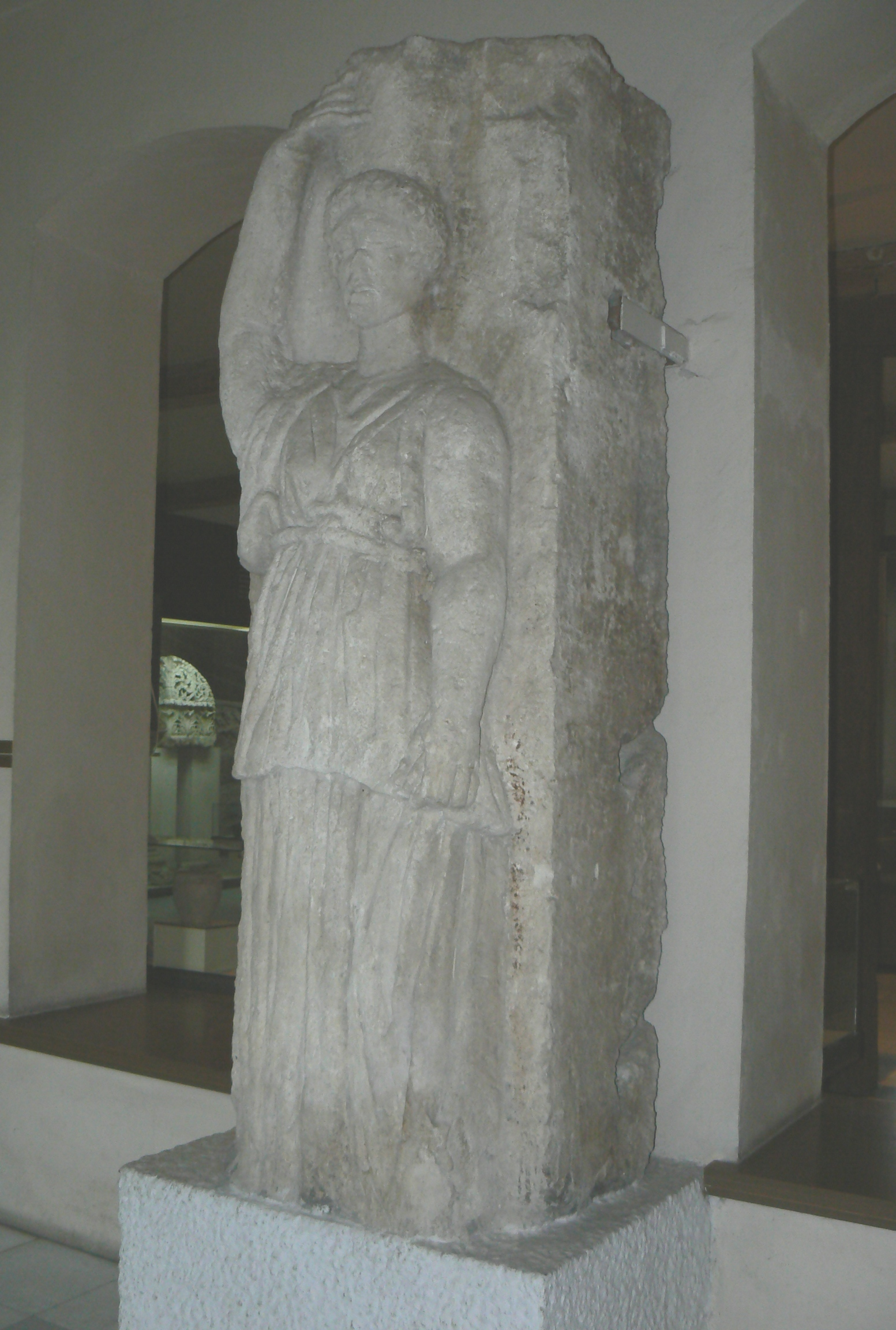
Karyatida z Ulpie v Plevenském historickém muzeu

Historicky bylo místo obýváno thráckým kmenem Triballů, jak dokládá Klaudios Ptolemaios, a proto se jejich hlavní sídlo nazývalo Œscus Triballorum. Z jejich éry zde byly nalezeny pozůstatky z pozdní doby bronzové (13. – 11. století př. n. l.) a doby železné (10. – 6. století př. n. l.).
Poté, co tyto země obsadili Římané, umístili sem V. makedonskou legii, která nesla jméno po provincii Makedonie, odkud pocházela podstatná část jejího mužstva. Vznikl zde dřevěný tábor a následně byla vystavěna pevná kamenná pevnostní zeď. Pevnost se stala součástí dunajských limes. Podle římské tradice v blízkosti města postupně vyrostla veteránská osada, kde se po propuštění ze služby usadilo mnoho legionářů. Pevnost se spolu s přilehlou osadou vyvinula v město, které bylo napojeno na tři důležité silnice: Via Istrum, Via Mata a silnici Heraclea Lyncestis – Serdica – Oescus. Pátá makedonská legie zde měla svou stálou posádku od roku 10 do roku 101. V druhé polovině 1. století byla legie často odvolávána k válkám na východě. Během její nepřítomnosti byl tábor v Oescu pravděpodobně obsazen IV. galskou pomocnou kohortou. Při posílení dunajské obrany zde byla až do roku 101 umístěna další legie – IV. skytská.
Po triumfu císaře Trajána nad Dáky roku 106, kterého se zúčastnila i V. makedonská legie, byl městu udělen status městské kolonie a tím byla podřízena přímo římské provinciální správě. Město také dostalo nové jméno Colonia Ulpia Œscensium podle Trajánova prostředního jména Ulpius, což bylo jméno císařova otce. Právo k usazení zde získali veteráni VI. makedonské legie a I. italské legie.
V roce 167 obdržel Oescus jedinečné privilegium v podobě udělení všech římských práv. V letech 190 – 191 město zasvětilo chrám ochránkyni města bohyni Fortuně, který byl financován sdružením městských řemeslníků. Nálezy naznačují, že město zažilo rozkvět za antoninovské dynastie a severovské dynastie. Po roce 271 se V. makedonská legie do města vrátila a zbudovala tu druhou pevnost, akvadukt pro přívod čerstvé vody z pramenů vzdálených 20 km a kamennou zeď, která místo chránila nejen před útočníky, ale i před dunajskými povodněmi.
V roce 328 byl poblíž města postaven most přes Dunaj, který ho spojil s táborem Sucidava na protějším břehu. Posvěcení mostu 5. července 328 se osobně zúčastnil císař Konstantin I. a zůstal tu na slavnostech po několik dní. Po císaři obdržel jméno Konstantinův most a ve své době to byl největší most na Dunaji a zároveň největší říční most ve starověku; byl 2,5 km dlouhý (1,3 km přes řeku) a 5,7 m široký. Most byl v provozu pouhých 27 let, protože byl zničen během invaze barbarů v roce 355.
V roce 343 se biskup místní diecéze zúčastnil sardické synody.
Město vyvrátili roku 411 Hunové a roku 444 byl učiněn pokus je zde usídlit, přičemž tato osada se nazývala Hunion. Ve snaze obnovit Oescus jako pevnost dunajského obranného systému byly za císaře Justiniána přestavěny městské obranné zdi, ale všechny snahy byly ukončeny invazí Avarů na přelomu letu 585 a 586. Jejich opakované vpády vedly k definitivnímu rozvrácení města v 6. století. Život zde byl obnoven až v 10. století, kdy na tomto místě vzniklo středověké bulharské osídlení. Tehdy byl na troskách chrámu Fortuny postaven malý jednoapsidový křížový klenutý kostel. Bulharská vesnice existovala na místě asi až do 12. století.

## Archeologie

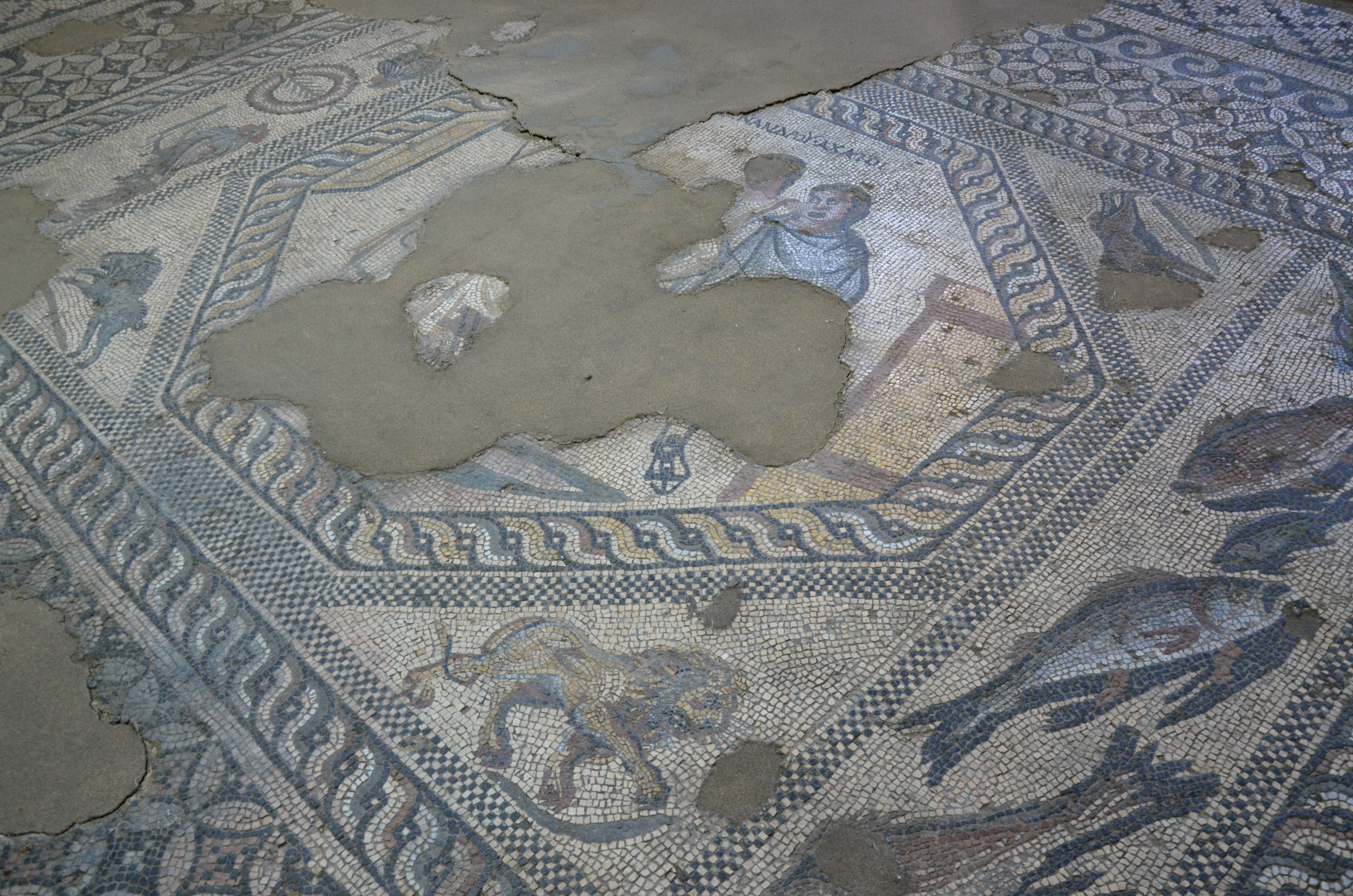
Mozaika s námětem Menandrovy hry Achájci v Plevenském historickém muzeu

Oescus je jedním z největších a nejdéle nepřetržitě studovaných starověkých měst dolního Dunaje. Archeologické vykopávky zahájil v roce 1904 Václav Dobruský. Stále jsou patrné zbytky obranné zdi legionářské pevnosti a na východoseverovýchodě také pozůstatky nekropole ze stejného období, na nichž jsou epigrafické památky veteránů. Nachází se zde hlavní brána, správní budovy, občanská bazilika, troje veřejné lázně (thermae), studny, dokonale zachovalá silnice, pohanské chrámy, nekropole, obranné zdi, dílny a fórum. Byly nalezeny také ruiny mostu, ale ty jsou vidět pouze na severním břehu Dunaje.
Opevněné město má tvar nepravidelného pětiúhelníku s počáteční plochou 18 hektarů; po roce 271 byla rozšířena na východ o 10 hektarů. Archeologické průzkumy východního rozšíření odhalily domy z období principátu, pravděpodobně z doby Septimia Severa; některé z nich byly poměrně masivní a byly zdobeny mozaikami. Ulpia Oescus byla jedním z mála měst v celé Římské říši, jehož fórum zdobily čtyři chrámy. Na jeho jižní straně byly postaveny chrámy Jupitera, Juno a Minervy a na severní straně bohyně Fortuny. Nálezy šperků, bronzových sošek, bronzových broží a dalších kovových předmětů a nádob, skla, keramiky, kovových a kostěných předmětů svědčí o jejich místní výrobě. Nalézala se tu také jedna z největších sochařských dílen v oblasti.
V roce 1948 byla objevena mozaika známá jako Achájci (z 3. století), která je spolu s mnoha dalšími zdejšími artefakty vystavena v Plevenském regionálním historickém muzeu. Další artefakty z tohoto místa, jako je socha bohyně Fortuny, jsou k vidění v Národním archeologickém muzeu v Sofii. Archeologický výzkum na místě pokračuje. V roce 2020 bylo zjištěno, že aula regia (velký sál), pocházející ze 4. století, jehož podlaha byl nádherně a složitě zdobena 14 druhy vzácného vícebarevného mramoru. Podle data vzniku a kvality se usuzuje, že mohl být postaven pro Konstantinovu návštěvu při oficiálním otevření mostu v roce 328; některé zdroje datují baziliku později až do 5. až 6. století.